# Židovský hřbitov v Kasejovicích
Židovský hřbitov v Kasejovicích se nachází asi 200 m za severním okrajem města Kasejovice na mírném návrší s názvem Na stráži, odkud je výhled po kraji a kam vede polní cesta.
První zmínka o hřbitově pochází již z roku 1669, během 18. století se dočkal několika rozšíření (poslední proběhlo roku 1885) a začal sloužit i okolním obcím. Pohřby mělo na starosti bratrstvo chevra kadiša sídlící v dnešním domě č.p. 108, na němž se nachází pamětní deska sdělující Zbudováno pro věčnou vzpomínku na Magdalenu a Isáka Adelbergovi, kteří jsou na tomto hřbitově pochováni (pravopisná chyba na desce skutečně je).
Hřbitov má rozlohu 3086 m2 a tvar písmene L, nejstarším čitelným datem na náhrobku je rok 1710, některé z náhrobků byly přemístěny na katolický hřbitov jihovýchodně od židovského. Náhrobní kameny jsou mramorové, pískovcové, žulové a vápencové, mnohé z nich s dekoracemi reliéfu a nápisy v hebrejštině, němčině a překvapivě i v češtině, což má pravděpodobně spojitost s Filipem Bondym (1830-1907), který zde v letech 1859–1868 zřejmě jako první rabín v Čechách v polovině 19. století kázal česky.
Hřbitov je velmi dobře udržovaný, obnovena byla jak kamenná hřbitovní zeď tak budova obřadního domku, skrz kterou se na hřbitov vchází.